# 严武 (唐朝)
嚴武（726年—765年），字季鷹，華州華陰人。唐朝中书侍郎嚴挺之之子。唐朝將領，曾大破吐蕃，以功进检校吏部尚书，封郑国公。他与杜甫交好，但因为个人性情暴躁，多次想要杀死杜甫。

## 家世
- 曾祖严君协，贞观年间唐太宗征讨高句丽，为海东运粮使，洮州都督。
- 祖父严方约，利州司功参军、赠太常少卿，生严挹之、严挺之、严损之。
- 父严挺之，中书侍郎。

## 生平
幼時即生性豪爽，“讀書不究精義，涉獵而已”，八歲時，父偏愛小妾英，嚴武用铁锤殺小妾，說：“安有大臣厚妾而薄妻者？”父屢禁其習武，然不能禁止。後以蔭調太原府參軍，累遷殿中侍御史。
天宝十五载（至德元载）六月，严武與贾至隨玄宗幸蜀，擢諫議大夫。房琯薦為給事中。歷官剑南节度使，乾元元年暮春，贾至坐房琯党，出守汝州。六月，严武亦因房琯党贬巴州。宝应元年（762年）四月，唐玄宗、唐肃宗相继去世，朝廷召严武回京，這時徐知道反叛，嚴武為兵禍所阻，九月尚未出巴州。徐知道之亂平定後，入京为太子宾客，迁京兆尹兼御史大夫。又任吏部侍郎，不久改黄门侍郎、成都尹（市長）。廣德二年破吐蕃七萬餘人，以功进检校吏部尚书，封郑国公。
严武亦能詩，杜甫在安史之亂後曾去投靠他，兩人相當友好，杜甫寫給嚴武的有三十多首，杜甫還称赞严武“诗清立意新”。但嚴武性格暴烈，《新唐書》記載有一次杜甫因醉酒對他不敬，说了一句“严挺之乃有此儿”而令他怀恨在心。一日欲将杜甫与梓州刺史章彝殺死，已经准备好人手，左右告诉其母之后杜甫才被救下，唯独章彝被杀。实际上《新唐書》說他「最厚杜甫，然欲殺甫數矣」。
嚴母常擔心其子驕暴被誅，甚至連坐全家。永泰元年（765年）四月，嚴武以四十歲暴卒。死後，其母泣曰：“我不担心会沦为官婢了。”
據李白《與韓荊州書》的說法，韓朝宗曾經提拔嚴武。《太平广记》卷第一百三十报应二十九載有《严武盗妾》事。

## 子女
- 子：严楚卿，补阙
- 子：严越卿，卢纶诗有《贼中与严越卿曲江看花》
- 子：严郑卿